# Elán
Elán ist eine 1969 gegründete slowakische Rock-Band, die in den 1980ern zu den erfolgreichsten Bands in der Tschechoslowakei gehörte. Elán nahm 1993 beim osteuropäischen Vorentscheid zum Eurovision Song Contest teil, erreichte den vierten Platz und schied aus.
Elán wurde in der Slowakei von Vašo Patejdl als Schülerband gegründet. Der Durchbruch gelang mit dem Song Kaskadér, der den ersten Platz beim Bratislavská lýra-Wettbewerb belegte. In der Folgezeit wurden ihre Stücke häufig im Radio und Fernsehen gespielt; die Alben der unpolitischen Band verkauften sich gut. Elán wurde in den 1980er Jahren viermal der größte tschechoslowakische Musikpreis, der Zlatý slavík, verliehen. 

## Geschichte
Elan fungierte zunächst als mehr oder weniger lose Formation, die auch mit anderen Musikern zusammenarbeitete. Sie spielte in einer Oberschule und in College-Clubs in Bratislava, später im Ausland: in Tunesien, Bulgarien und Schweden. Die ersten bekannten eigenen Kompositionen von Elan waren: „Ich gebe dir alles, was ich habe“, „Ampel verrücktes Spiel“ oder „erfolgreicher Versuch Patejdls Song“.
Eine breitere Öffentlichkeit erhielt die Gruppe im Jahr 1980, als sie auf der Bratislava-Lyra einen Silber-Award mit dem Song "Stuntman" gewann. In den 1980er Jahren nahm die Band das Publikum vor allem durch seine ursprüngliche slowakische Kreationen. Wesentliche Veränderung in ihrer Geschichte war dann der Eintritt von Jan Balaz aus der Gruppe Modus. Texter war u. a. Boris Filan. Ihr Debüt-Album war „achter Kontinent“ im Jahr 1981, welches von Alben gefolgt wurde wie „Wir sind nicht böse“, „Elan 3“ und „Stunde Slowakisch“. Songs aus dieser Zeit wie "Rogues in der U-Bahn", "Človečina", "Prom", "Er verliebt Junge fiel" und "Königin der weißen Turnschuhe" sind nach wie vor im Konzert-Repertoire von Elan und sogar im Repertoire der Musiker bei verschiedenen Festivals in der Slowakei.
In der zweiten Hälfte der 1980er Jahre verließen Zdeno Baláž, Vaso Patejdl und Juraj Farkas die Gruppe. Es kamen unter anderem Szabo am Schlagzeuger und Martin Karvas am Keyboard hinzu. Mit der Neuzusammensetzung begann die zweite Phase der Band. Ab 1986 veröffentlichte Elan musikalische Projekte, die auf Alben erschienen wie „Thriller“, „Gefahrgut“ (mit einer Reihe von Video-Clips) und „Rabaka“, zu dem ein Drehbuch geschrieben und der gleichnamige Film gedreht wurde, bei dem neben Boris Filan auch Regisseur Dusan Rapos beteiligt war. Aus dieser Zeit kommen Hits wie "Dancing in Lúčnice", "Thriller", "Vertrauen Sie mir", "gefährliche Ladung Sensenmann auf der Astronomischen Uhr" und "Jersey". Im Jahr 1988 wurden Single-Auskopplung veröffentlicht. Jožo Ráž sang mit Peter Nagy das Lied "Hunde werden die Tore Sturm"; im Rahmen des Projekts Rabaka-Songs entstanden Lieder wie "Von der Tatra an der Donau", "Van Gogh Ohr" und "Do albern Čaba". Ende des Jahres 1989 ging die Gruppe nach Karvas Szabó.
Anfang der 1990er Jahre wurde die Gruppe erneuert; zur Formation gehörten Jožo Ráž, Jan Balaz, Peter Farnbauer und Ľubomír Juraj Horňák Kucharek. Den Anfang machten das Album „Kreatur aus der schwarzen Stern Q7A“ und mehrere Neuauflagen ihrer bisherigen Hits, zusammengefasst als Album unter dem Namen „Legend“. Aus dieser Zeit kommen Hits wie "Hexe", "Krankenschwestern aus Kramarov", "Besucher von einem anderen Planeten", "Waffe", "Gebet für zwei Stimmen" und "Amnesty". Im Jahr 1996 meldete sich die Band mit einem neuen Album zurück, „Moment der Wahrheit“ genannt (mit Liedern wie "Anna Maria", "Referer" und "Hey, hey baby"). In den Jahren 2002 und 2003 litt Jožo Ráž an den Folgen eines Motorradunfalls; in der Zeit erschienen auch die beiden kommerziell erfolgreichen Alben „Elan 3000“ und „ein drittes Auge“. Im Herbst 2010 wurde nach siebenjährigen Pause ein weiteres Studioalbum namens „Angelic Steuer“ veröffentlicht. Im Oktober 2014 erschien unter dem Musik-Label Warner Music ein neues Studioalbum.
Elan produzierte auch in der tschechischen Musikszene mehrere Hits, hat dort mehrere Preise gewonnen und genießt laut Befragungen große Popularität. Elan ist in der Lage, unter den in der Tschechischen Republik und der Slowakei bekannten Bands, die größten Konzertbühnen zu bespielen. Bei einem Konzert auf dem Prager Letná war ein Publikum von 80.000 Menschen anwesend. Am 21. September 2007 hat die Band ein Konzert in der Halle der Carnegie Hall gegeben.

## Diskografie
- 1981: Ôsmy svetadiel
- 1982: Nie sme zlí, Kamikadze lover
- 1983: Elán 3
- 1984: Nightshift
- 1985: Hodina slovenčiny, Schoolparty
- 1986: Detektívka
- 1987: Missing
- 1988: Nebezpečný náklad
- 1989: Rabaka, Midnight in the city
- 1991: Netvor z čiernej hviezdy Q7A
- 1992: Legenda 1, Legenda 2
- 1994: Hodina angličtiny (Ariola)
- 1995: Hodina nehy
- 1997: Classic, Hodina pravdy, Legenda 3
- 1998: Legenda 4, Elán Unplugged (2CD)
- 1999: Jožo… (2CD)
- 2000: Láska je stvorená, Legenda 5 – Posledná…
- 2001: Neviem byť sám
- 2001: Otázniky/Všetko čo máš
- 2002: Elán 3000
- 2003: Tretie oko
- 2004: Elán: Megakoncert
- 2007: Elán unplugged, Carnegie Hall, New York
- 2010: Anjelska daň